# Barend Cornelis Koekkoek

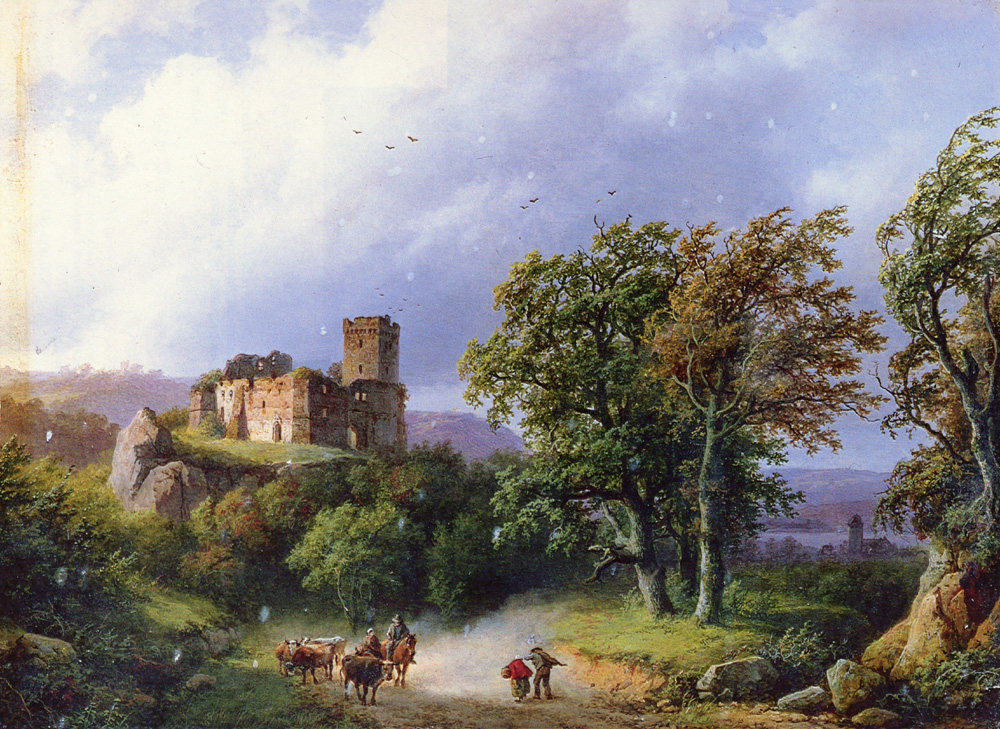
Ruiny zamku, 1857

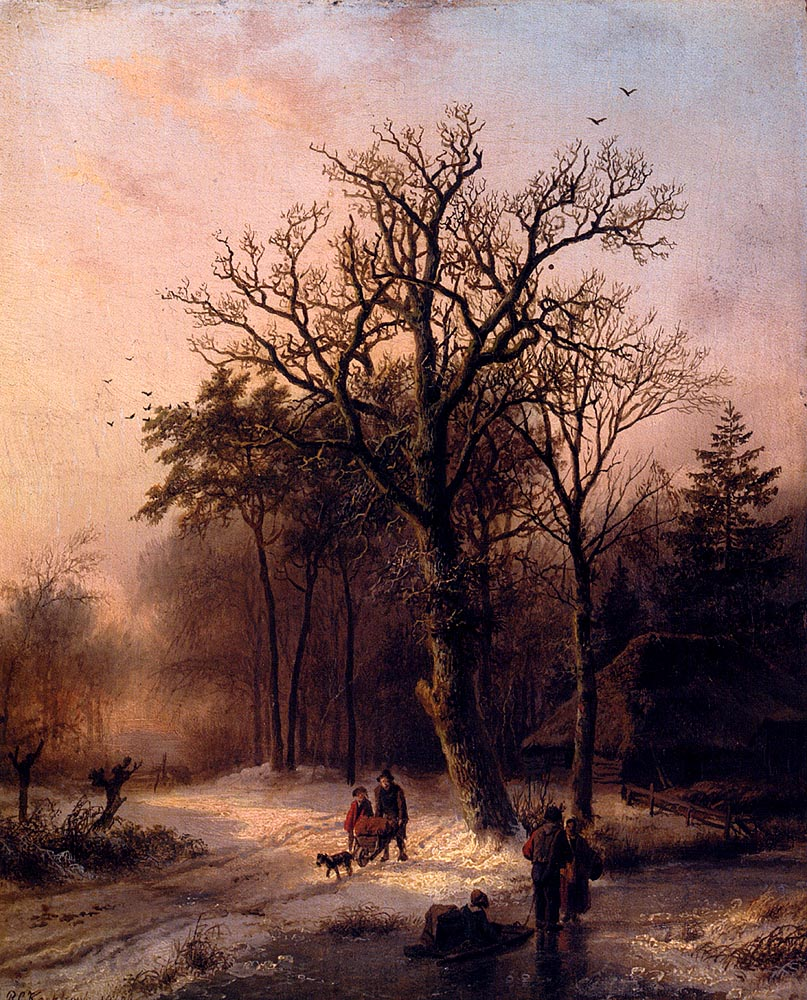
Las zimą, 1842

Barend Cornelis Koekkoek (ur. 11 października 1803 w Middelburgu, zm. 5 kwietnia 1862 w Kleve) – holenderski malarz romantyczny, jeden z najważniejszych pejzażystów niderlandzkich swojego pokolenia.

## Życiorys
Urodził się w rodzinie o tradycjach artystycznych, jako czwarty syn malarza marynisty Johannesa Hermanusa Koekkoeka. Jego dwaj bracia Hermanus Koekkoek (1815–1882) i Marinus Adrianus Koekkoek (1807–1868) również byli uznanymi malarzami. Jego pierwszym nauczycielem był ojciec, później studiował na Tekenacademie w Middelburgu i kontynuował naukę na Rijksakademie w Amsterdamie pod kierunkiem Jeana Augustina Daiwaille (1786–1850).
Pierwszą wystawę miał w 1820, w kolejnych latach podróżował po ziemiach niemieckich, szukając inspiracji w górach Harzu, dolinach Renu i Ruhry. Pierwsze znaczące wyróżnienie otrzymał w 1829, gdy nagrodzono go złotym medalem stowarzyszenia artystycznego Felix Meritis w Amsterdamie. Od tej pory jego kariera była ciągiem licznych wyróżnień i sukcesów. Był uznawany za najwybitniejszego pejzażystę. Wśród jego klientów byli m.in. rosyjski car Aleksander II, król Prus Fryderyk Wilhelm IV Pruski, król Holandii i wielki książę Luksemburga Wilhelm II Holenderski. 
Barend Koekkoek ożenił się w 1833 z Elise Thérèse Daiwaille (1814–81), córką swojego nauczyciela i przyjaciela Jeana Augustina Daiwaille. Mieli pięcioro dzieci. W 1842 zakupił grunt w Kleve i wzniósł dużą willę, w której pracował i spędził resztę życia. W 1859 doznał udaru mózgu, który uniemożliwił mu dalszą pracę artystyczną. Zmarł 5 kwietnia 1862. W jego domu znajduje się obecnie muzeum Haus Koekkoek. Jego dwie córki Adele Koekkoek (1838–1919) i Marie Louise Koekkoek (1840–1910) również zostały malarkami.

## Twórczość
Malował przede wszystkim pejzaże i sporadycznie portrety. Na jego twórczość mieli wpływ siedemnastowieczni mistrzowie niderlandzcy, tacy jak: Meindert Hobbema, Jacob Gerritsz Cuyp i Salomon van Ruysdael. Jego ulubionym motywem były romantyczne ruiny zamków, widoki lasów, pól i rozległych dolin rzecznych. Pierwszoplanową rolę zawsze odgrywało światło, które malarz uznawał za duszę wszystkiego. Kolorystyka obrazów i sposób przedstawiania przestrzeni wyraźnie nawiązuje do twórczości Pietera van Laera, Jana Botha i innych Bamboccianti.

## Wyróżnienia i nagrody

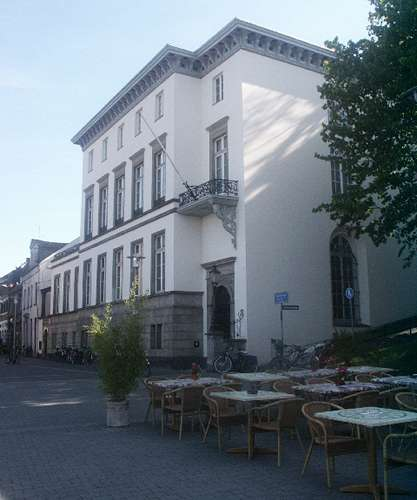
Muzeum Haus Koekkoek w Kleve

- 1829 – złoty medal Felix Meritis w Amsterdamie
- 1831 – członek honorowy stowarzyszenia artystów Artifacts Sacrum w Rotterdamie
- 1832 – członek Królewskiej Akademii Sztuk Pięknych w Amsterdamie
- 1839 – złote medale na wystawach w Brukseli i Hadze
- 1842 – kawaler belgijskiego Orderu Leopolda
- 1843 – złoty medal w paryskim Salonie, kawaler Orderu Legii Honorowej
- 1844 – Order Orła Czerwonego przyznany przez Fryderyka Wilhelma IV
- 1856 – członek honorowy Société Belge des Aquarellistes w Brukseli
- 1861 – członek honorowy Akademii Sztuk Pięknych w Petersburgu